# Austramphilina elongata
Austramphilina elongata — вид паразитичних плоских червів класу Цестоди (Cestoda). Вид є паразитом прісноводних черепах та поширений у Східній Австралії.

## Опис
Тіло дорослого хробака видовженої форми жовтого забарвлення, сягає декілька сантиметрів завдовжки. Личинка овальної фори, 0,2 мм завдовжки.

## Життєвий цикл
Личинки вилуплюються із яєць, що вільно плавають у прісних водоймах, та через кутикулу проникають у личинки раків Cherax destructor, Paratya australiensis та Atya sp. У порожнині раків личинки дозрівають та досягють інвазійного стану. Наступним господарем стає прісноводна черепаха Chelodina longicollis, що поїдає заражених раків. Личинка через стінку стравоходу проникає у целом, де відбувається дозрівання.